# Bahnstrecke Isili–Villacidro
| |                          |                                     |                                     |
| Streckenlänge: | 70 km                    |                                     |                                     |
| Spurweite: | 950 mm (ital. Meterspur) |                                     |                                     |
| |                          |                                     |                                     |
| \| \| \| Bahnstrecke von Cagliari \| \| \| \| 0,0 \| Isili \| 510 m s.l.m. \| \| \| 5,6 \| Sarcidano \| 411 m s.l.m. \| \| \| \| Bahnstrecke nach Sorgono \| \| \| \| 13,8 \| Nuragus \| 359 m s.l.m. \| \| \| 19,6 \| Gesturi \| 293 m s.l.m. \| \| \| 27,1 \| Barumini \| 203 m s.l.m. \| \| \| 30,6 \| Las Plassas \| 144 m s.l.m. \| \| \| 34,7 \| Villanovafranca \| 142 m s.l.m. \| \| \| \| Bahnstrecke von Ales \| \| \| \| 38,8 \| Villamar \| 107 m s.l.m. \| \| \| 45,1 \| Furtei \| 89 m s.l.m. \| \| \| 50,4 \| Sanluri \| 114 m s.l.m. \| \| \| 56,3 \| Sanluri Stato ehem. Übergang zur FS \| Sanluri Stato ehem. Übergang zur FS \| \| \| \| Cagliari–Golfo Aranci \| \| \| \| 69,6 \| Villacidro \| 217 m s.l.m. \| |                          |                                     |                                     |
| Strecke |                          | Bahnstrecke von Cagliari            | Bahnstrecke von Cagliari            |
| Bahnhof | 0,0                      | Isili                               | 510 m s.l.m.                        |
| Bahnhof | 5,6                      | Sarcidano                           | 411 m s.l.m.                        |
| Abzweig ehemals geradeaus und nach rechts |                          | Bahnstrecke nach Sorgono            | Bahnstrecke nach Sorgono            |
| Bahnhof (Strecke außer Betrieb) | 13,8                     | Nuragus                             | 359 m s.l.m.                        |
| Bahnhof (Strecke außer Betrieb) | 19,6                     | Gesturi                             | 293 m s.l.m.                        |
| Bahnhof (Strecke außer Betrieb) | 27,1                     | Barumini                            | 203 m s.l.m.                        |
| Bahnhof (Strecke außer Betrieb) | 30,6                     | Las Plassas                         | 144 m s.l.m.                        |
| Bahnhof (Strecke außer Betrieb) | 34,7                     | Villanovafranca                     | 142 m s.l.m.                        |
| Abzweig geradeaus und von rechts (Strecke außer Betrieb) |                          | Bahnstrecke von Ales                | Bahnstrecke von Ales                |
| Bahnhof (Strecke außer Betrieb) | 38,8                     | Villamar                            | 107 m s.l.m.                        |
| Bahnhof (Strecke außer Betrieb) | 45,1                     | Furtei                              | 89 m s.l.m.                         |
| Bahnhof (Strecke außer Betrieb) | 50,4                     | Sanluri                             | 114 m s.l.m.                        |
| Bahnhof (Strecke außer Betrieb) | 56,3                     | Sanluri Stato ehem. Übergang zur FS | Sanluri Stato ehem. Übergang zur FS |
| Kreuzung (Strecke geradeaus außer Betrieb) |                          | Cagliari–Golfo Aranci               | Cagliari–Golfo Aranci               |
| Kopfbahnhof Streckenende (Strecke außer Betrieb) | 69,6                     | Villacidro                          | 217 m s.l.m.                        |

Die Bahnstrecke Isili–Villacidro war eine schmalspurige Nebenbahn auf Sardinien. Die Bahnstrecke führte von der Kleinstadt Isili in das 70 Kilometer entfernte Villacidro.

## Geschichte

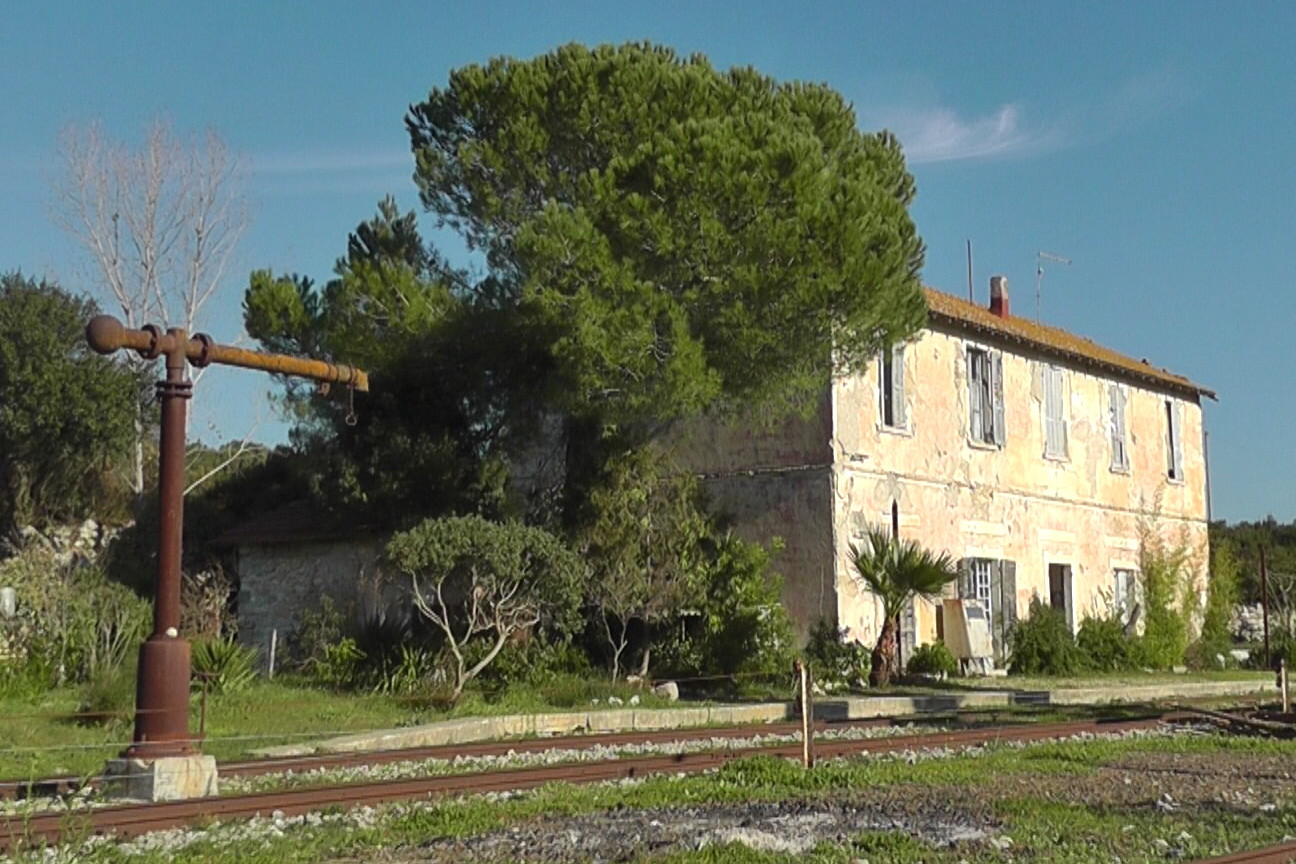
Abzweigbahnhof Sarcidano

Die sardische Bahngesellschaft Ferrovie Complementari della Sardegna konnte am 21. Juni 1915 den Bahnverkehr zwischen Isili und Villacidro aufnehmen. Dabei zweigte die Strecke auf dem kleinen Vorortbahnhof Sarcidano von der Bahnstrecke Isili–Sorgono der Strade Ferrate Secondarie della Sardegna ab und führte in westlicher Richtung nach Villacidro, wobei im Bahnhof Sanluri Stato die Bahnstrecke Cagliari–Golfo Aranci der staatlichen Ferrovie dello Stato gekreuzt wurde.
Mitte des vorigen Jahrhunderts wurde der Bahnverkehr zunehmend defizitär, so dass am 1. Juli 1956 – nach fast genau 41 Jahren – die Strecke stillgelegt wurde. Die Gleise wurden inzwischen abgebaut und seit 1991 wird die alte Bahntrasse teilweise zum Radweg umgebaut.